# Bart des ténèbres
Bart des ténèbres (Bart of Darkness) est le 1er épisode de la saison 6 de la série télévisée d'animation Les Simpson.

## Synopsis
Par un été caniculaire et sous la pression de Bart et Lisa, Homer décide d'installer une piscine dans le jardin de la maison familiale. Tous les enfants de Springfield viennent alors s'y baigner. Mais Bart se casse la jambe en essayant d'y plonger du haut d'un arbre et ne peut plus aller se baigner le docteur lui ayant mis un plâtre.
Dans sa solitude, Bart s'enferme dans sa chambre et observe les habitants de Springfield avec une lunette astronomique que lui a donné Lisa. Soudain il entend le cri d'une femme venant de la maison des Flanders. Celui-ci s'empresse de regarder et il y voit Ned Flanders horrifié dire « Je l'ai tué(e) ! ». Bart n'y prête pas attention, vu que « c'est Flanders ! ». Il regarde la télévision et s'endort. Mais dans la nuit il est réveillé par du bruit. C'est en réalité Ned Flanders qui creuse une tombe dans le gazon en disant « Je suis un assassin ! ». Bart se dit que ça ne peut pas être le vrai Ned Flanders, mais il est contredit par Ned lui-même qui dit « Je suis un assassi, un assassu, un assassin ! ». Le lendemain, Bart (toujours avec sa lunette) voit Rod et Tod Flanders inquiets demander à leur père « Où est maman ? » et Ned répond qu'elle est avec le Bon Dieu, ce qui ravit les petits Flanders.
Pendant ce temps, les enfants de Springfield quittent la piscine des Simpson pour aller dans celle de Martin Prince. Bart, quant à lui, dit à Homer et Marge que Ned a sûrement tué Maude Flanders, son épouse. Ils ne le croient pas.
Bart, sûr de ses propos, attend que Ned, Rod et Tod Flanders quittent leur domicile, pour y envoyer Lisa chercher une preuve et des bonbons « s'il y en a ». Lisa y va et monte à l'étage. Soudain, Bart aperçoit Ned revenir seul et avec une hache. Bart décide de sauver Lisa mais il est immobilisé par son plâtre. Il appelle la police mais il est obligé d'attendre longtemps et abandonne. Bart prend son courage à deux mains et va chez les Flanders. Pendant ce temps, Lisa finit par entendre Ned qui chante Mary a un petit agneau tout en se rapprochant d'elle. Effrayée, elle va se cacher dans le grenier. Mais Ned va également dans le grenier et Bart arrive au même moment. Ned voulait en fait ranger sa hache dans son grenier. Bart accuse alors Ned d'avoir tué Maude. Ned s'évanouit en entendant le mot « assassin ».
Dans la scène suivante, Maude (qui est bien vivante) dit aux policiers qu'elle était au camp biblique. Mais Ned avoue être un meurtrier : il a tué la plante de Maude en l'ayant par mégarde trop arrosée. Le cri que Bart avait entendu était en fait celui de Ned lorsqu'il se rendit compte qu'il avait fait mourir la plante de sa femme.
L'épisode se termine chez Martin, sa piscine explose et tous les enfants de Springfield s'en vont. Martin se retrouve seul et se met à chanter, complètement nu.